# 萌渚岭
萌渚岭，是中国境内的一段山脉，为“五岭”之一，位于湖南与广西交界处，绵延于江华县、钟山县等地。该山脉的主要山峰有山马塘顶（海拔1787米）、姑婆山（海拔1730米）、马鞍山（海拔1846米）等，主峰为山马塘顶。